# Сарматский щит
Сарматский щит — огромный выступ фундамента Восточно-Европейской платформы, существовавший в позднем протерозое — начале палеозоя (до середины девона, по Н. С. Шатскому).
К Сарматской зоне преобладающих поднятий принадлежат Украинский щит, Белорусская и Воронежская антеклизы и связывающая два первых поднятия Полесская седловина. Сарматский щит расчленялся системой узких рифейских авлакогенов. Начиная с середины девона он испытывал дифференцированное погружение, особенно на северо-востоке, где сформировалась Волго-Уральская антеклиза, состоящая из нескольких сводов (Токмовского, Татарского, Сысольского, Коми-Пермяцкого, Башкирского, Жигулёвско-Пугачёвского, Оренбургского), разделённых седловинами и прогибами.
Наиболее сильное растяжение и грабенообразное погружение испытал в позднем девоне Днепровско-Донецкий авлакоген, на западном крыле которого возник глубокий ступенчатый Припятский грабен.